# Аргентино-парагвайские отношения
Аргентино-парагвайские отношения — двусторонние дипломатические отношения между Аргентиной и Парагваем. Протяжённость государственной границы между странами составляет 2531 км.

## История
В 1811 году был подписан Договора о дружбе, помощи и торговли, что послужило началом аргентино-парагвайских отношений. Эти страны находились в состоянии войны в 1864—1870 гг. (Парагвайская война), после окончания которой никогда не воевали друг с другом. Парагвай традиционно связан с Аргентиной, поскольку порт Буэнос-Айреса обеспечивал единственный доступ к внешним рынкам и таким образом определял направление торговли Парагвая. На протяжении всего XX века Парагвай в значительной степени зависел от Аргентины в торговом отношении, хотя многие парагвайцы не придавали этому значения. Еще до прихода к власти парагвайский генерал Альфредо Стресснер подверг критике аргентинскую гегемонию. В 1954 году Альфредо Стресснер стал президентом Парагвая и стал принимать меры по ограничению влияния Буэнос-Айреса в парагвайских делах. В этом интересы Альфредо Стресснера совпали с интересами Бразилии, которая хотела увеличить своё влияние и установить транспортные связи со странами на западе. В 1950-х годах Бразилия финансировала строительство новых корпусов для Национального университета Асунсьона, предоставила в пользование порт на бразильском побережье в Паранагуа, а также построила мост Дружбы через реку Парану, тем самым связав Паранагуа с Асунсьоном. В мае 1973 года Бразилия и Парагвай подписали Договор Итайпу, тем самым доказав, что Бразилия стала основным партнёром Парагвая вместо Аргентины.
В конце 1980-х годов дипломатические отношения между Парагваем и Аргентиной стали несколько напряжёнными. В 1983 году во время президентских выборов в Аргентине, лидер Аутентичной радикальной либеральной партии активно проводил кампанию среди тысяч аргентинских граждан парагвайского происхождения для голосования за Гражданский радикальный союз во главе с Раулем Альфонсином. Рауль Альфонсин стал президентом Аргентины и стал оказывать значительную поддержу Аутентичной радикальной либеральной партии. Альфонсин воздерживался от публичной критики Альфредо Стресснера, но при этом направлял письма поддержки оппозиционным политикам, включая заключенного в тюрьму Рафаэля Сагьера. Кроме того, Рауль Альфонсин разрешал лидерам Аутентичной радикальной либеральной партии провести митинги против режима Стресснера в Аргентине. В 1984 году демонстрация АРЛП в аргентинском пограничном городе Формоса привела к решению правительства Парагвая о закрытии этого пограничного перехода на три дня. В конце 1980-х Парагвай отказался выдавать Аргентине дезертировавших офицеров, обвиняемых в нарушениях прав человека во время так называемой «Грязной войны» конца 1970-х годов. Парагвай также игнорировал власти Аргентины относительно незаконного усыновления парагвайцами детей погибших аргентинцев. В результате аргентинский посол был отозван из Парагвая на три месяца. Аргентинские конгрессмены также приняли оппозиционных политиков Парагвая, чтобы продемонстрировать им свою поддержку. В мае 1989 года парагвайские лидеры оппозиции выразили тревогу по поводу выбора кандидатуры Карлоса Менема в качестве кандидата в президенты от Хустисиалистской партии на президентских выборах. Во время президентской кампании Карлос Менем встретился со Стресснером и напомнил избирателям, что президент Парагвая дал убежище Хуану Перону после военного переворота 1955 года в Аргентине.

## Дипломатические контакты
Посольство Аргентины в Парагвае находится в Асунсьоне. Также в Парагвае есть два консульства Аргентины в Сьюдад-дель-Эсте и Энкарнасьоне. Парагвай имеет посольство в Буэнос-Айресе и 7 консульств в Клоринде, Корриентесе, Формосе, Посадасе, Паране, Росарио и Пуэрто-Игуасу.

## Членство в международных организациях
Обе страны являются полноправными членами Меркосура, Союза южноамериканских наций, Организации американских государств, Группы Рио, Группы 77, Латиноамериканской экономической системы и Латиноамериканской ассоциации интеграции.

## Торговые отношения
В 2015 году товарооборот между странами составил сумму 1,750 млрд долларов США.